# Горден Кеј
Гордон Фицџералд Кеј (енгл. Gordon Fitzgerald Kaye; Хадерсфилд, 7. април 1941 — 23. јануар 2017), познатији као Горден Кеј, био је енглески позоришни и телевизијски глумац који је светску славу стекао улогом конобара Ренеа Артоа у Би-Би-Си-јевој награђиваној хумористичкој серији „Ало, ало!”.

## Биографија
Као младић активно је играо рагби, радио је и у фабрикама текстила и трактора. Студирао је на Универзитету Кинг Џејмс у родном Хадерсфилду, а током студија радио је и као радијски водитељ. Године 1965. направио је радијски интервју са члановима групе Битлси.
Глумом је почео да се бави по окончању студија и углавном је наступао у споредним улогама у телевизијским серијама. Највећи успех у каријери остварио је глумећи главну улогу у хумористичкој серији Ало, ало! која се приказивала у периоду од 1982. до 1992. године (у укупно 84 епизоде).
Током званично најјаче олује у Европи, која је захватила и Велику Британију 1990. године доживео је тешку повреду након што се део дрвене рекламе одломио, пробио ветробран његовог аутомобила и забио му се у чело.
У својој аутобиографији Рене и ја: нешто као аутобиографија (енгл. Rene & Me: A Sort of Autobiography) коју је објавио 1989. године писао је како је од стидљивог клинца из радничке породице у Јоркширу постао екстравагантни Рене. Признао је и да је највећи ударац за њега био када су таблоиди открили да је хомосексуалац, те како се кроз живот носио са чињеницом да је „мали, дебели, геј младић из радничке породице”. У својој аутобиографији писао је и о томе како га је Британско удружење глумаца грешком прогласило за Гордона, иако је његово право име Горден.